# Chrysoperla decaryana
Chrysoperla decaryana är en insektsart som först beskrevs av Navás 1934.  Chrysoperla decaryana ingår i släktet Chrysoperla och familjen guldögonsländor. Inga underarter finns listade i Catalogue of Life.